# İstanbul Cuma Ligi 1920/21

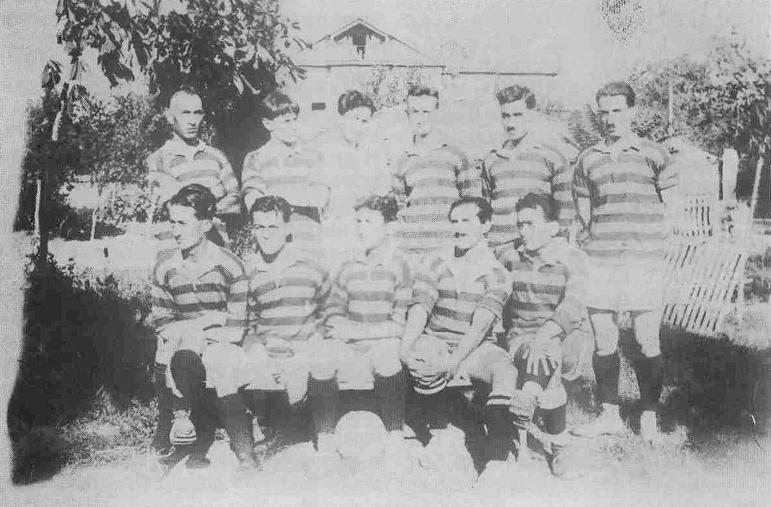
Fenerbahçe Istanbul in der Saison 1920/21.

Die İstanbul Cuma Ligi 1920/21 war die vierte ausgetragene Saison der İstanbul Cuma Ligi. Meister wurde zum ersten Mal Fenerbahçe Istanbul.

## Statistiken

### Abschlusstabelle
Punktesystem
Sieg: 3 Punkte, Unentschieden: 2 Punkte, Niederlage: 1 Punkt
| Pl. | Verein                | Sp. | S | U | N | Tore    | Diff. | Punkte |
| --- | --------------------- | --- | - | - | - | ------- | ----- | ------ |
| 1.  | Fenerbahçe Istanbul   | 8   | 7 | 0 | 1 | 025:800 | +17   | 22     |
| 2.  | Galatasaray Istanbul  | 8   | 4 | 1 | 3 | 020:180 | +2    | 17     |
| 3.  | Altınordu İdman Yurdu | 8   | 3 | 2 | 3 | 012:120 | ±0    | 16     |
| 4.  | Anadolu               | 8   | 2 | 2 | 4 | 013:170 | −4    | 14     |
| 5.  | Süleymaniye           | 8   | 0 | 3 | 5 | 012:270 | −15   | 11     |

## Kreuztabelle
Die Kreuztabelle stellt die Ergebnisse aller Spiele dieser Saison dar. Die Heimmannschaft ist in der linken Spalte, die Gastmannschaft in der oberen Zeile aufgelistet.
| 1920/21               | Fenerbahçe Istanbul | Galatasaray Istanbul | ALY | ANA | SUM |
| --------------------- | ------------------- | -------------------- | --- | --- | --- |
| Fenerbahçe Istanbul   |                     | 4:0                  | 1:0 | 2:1 | 7:2 |
| Galatasaray Istanbul  | 1:4                 |                      | 1:1 | 6:2 | 5:4 |
| Altınordu İdman Yurdu | 2:3                 | 0:2                  |     | 2:0 | 3:1 |
| Anadolu               | 1:2                 | 2:0                  | 4:2 |     | 1:1 |
| Süleymaniye           | 0:3                 | 1:5                  | 1:1 | 2:2 |     |